# 沈度

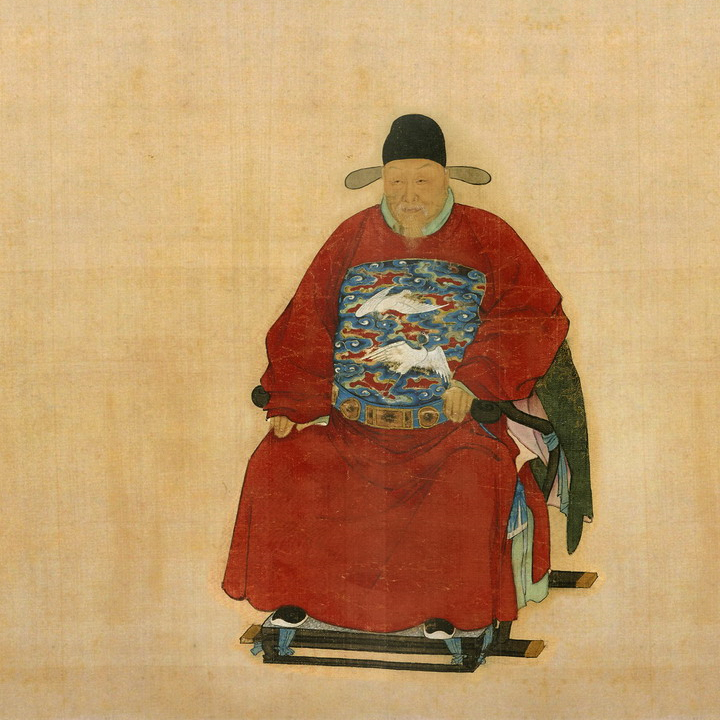
徐璋《松江邦彥圖》之沈度像

沈度（1357年—1434年），字民则，号自乐，松江府华亭县（今上海市松江县）人，明代书法家，被明成祖朱棣誉为“我朝王羲之”。

## 生平
1403年，明成祖朱棣下令选拔书法高手，沈度因此入朝为官，当任翰林院典籍一职，长期负责朝廷文书的书写。累迁侍讲学士。宣德中，进翰林学士。

## 家族
弟沈粲（1379年—1453年)，字民望，號簡庵，兄弟二人同樣善於書畫。《曝書亭集碑傳》載：“兄弟皆善畫；度以婉麗勝，粲以遒逸勝。各臻其妙。”

## 成就

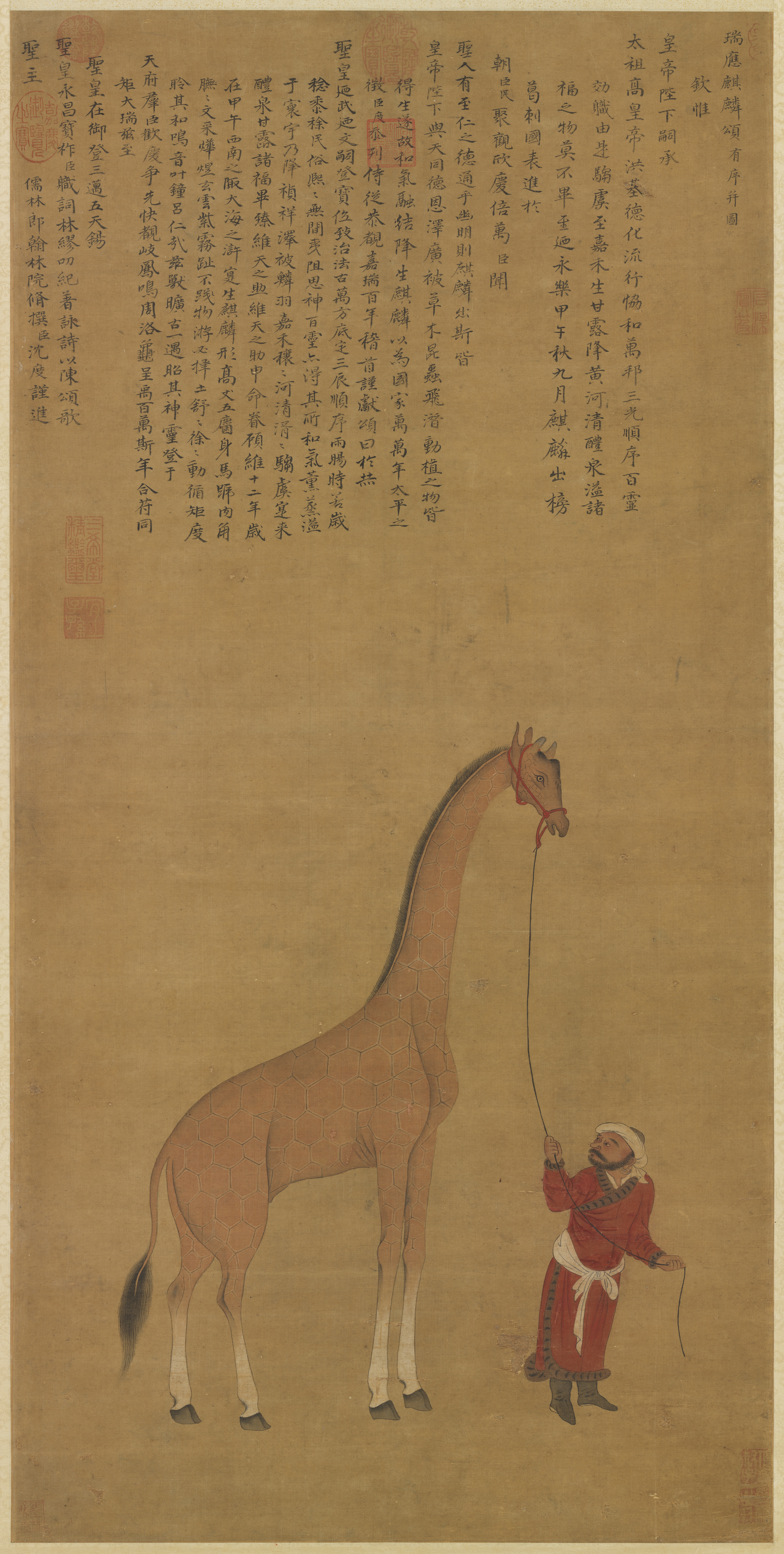
明代沈度作《瑞应麒麟图》

沈度的字體被称为“館阁体”，在当时便已颇具盛名，其影响一直延续到了清代。

## 知名作品
- 楷书敬斋箴
- 楷书盘谷序
- 瑞应麒麟图

## 延伸阅读
[在维基数据编辑]
 《國朝獻徵錄·卷之二十》，出自焦竑《國朝獻徵錄》
 《明史卷二百八十六》，出自《明史》
 在维基共享资源阅览影像